# 上野直昭
上野 直昭（うえの なおてる、1882年11月11日 - 1973年4月11日）は、日本の美学者。日本学士院会員、東京藝術大学名誉教授。

## 経歴
出典：(日本美術年鑑)・(百年史)
1882年、上野昭道の長男として神戸市に生まれた。慶應義塾幼稚舎、東京正則中学校、第一高等学校を経て、1908年東京帝国大学文科大学哲学科（心理学専攻）を卒業。
1911年から1921年まで、美学者である大塚保治教授の主宰する東京帝大文科大学美学研究室の副手をつとめた。その在任中の1916年に東照宮三百年祭記念会が帝国学士院に委托した研究費の補助を得て、絵巻物の調査研究に当たった。
1920年4月以降、東京女子大学講師をつとめ、1924年10月には京城帝国大学予科講師となったが、同月、美学・美術史研究のため満2年間欧米（ドイツ・イタリア・ギリシャ・アメリカ合衆国）在留を命ぜられ、翌11月出発。1927年3月帰国し、京城帝大教授（1926年4月任命）として美学美術史第一講座を担任し、1941年1月まで在職した。その在任期間中、1930年2月から1931年7月まで交換教授としてドイツに赴き、ベルリン大学で日本美術史を講じ、1932年5月から1935年4月までは九州帝国大学教授を兼任して法文学部美学美術史講座を担任。1935年5月から1937年8月までは京城帝大法文学部長の職に在った。
1941年2月から1944年5月まで大阪市立美術館館長をつとめた。同年6月、東京美術学校長に就任と同時に工芸技術講習所所長を兼任した。
太平洋戦争終結後の1949年、東京芸術大学発足とともに学長となり、1961年まで在職した。また1949年には半年間国立博物館長もつとめた。1966年、愛知県立芸術大学の創立に際して学長に就任、逝去の前年までその職に在った。
文化財保護の点では、1940年に国宝保存会委員となり、1952年文化財保護審議会専門委員を辞するまで、国の文化財保護事業に参画。1946年、学術上、研究教育上の功績により帝国学士院会員に選出された。
1973年4月11日、心不全のため、国分寺市の自宅にて死去。

## 受賞・栄典
出典：(日本美術年鑑)
- 1959年9月：西独政府よりドイツ功労十字勲章
- 1959年11月：文化功労者
- 1964年：勲二等旭日重光章
- 1973年4月：死去に際し叙正三位

## 研究内容・業績
- 日本の絵巻物や東洋と西洋の美術比較等に造詣が深かった。
- 美学・美術史学者としての研究活動に加えて、後進を育成する大学の教育、ならびに美術館・博物館の運営と文化財の保護に尽力した。

## 家族・親族
- 妻・ひさ（旧姓 田中） - （1893年10月-1997年）103歳没[4]。東京音楽学校卒業、ヴァイオリニスト、上野学園大学名誉教授[5]。1910年東京音楽学校入学、1916年3月研究科を修了、同年11月上野直昭と結婚、翌1917年にはピアノ専攻で研究科に再入学し、後進の指導にあたる。直昭が京城帝国大学の教授就任時には、京城管絃楽団と共演[6]。
- 長女・マリ - 美術史家吉川逸治の妻となる[7][8]。
- 二女・アキ - （1922年-2014年）92歳没。美術史家、東京文化財研究所名誉研究員。共同研究により1960年日本学士院恩賜賞受賞[9][10]。
- 義姉（妻の姉）・宇川ろく（旧姓 田中） - （1886年-1948年）62歳没。1903年東京音楽学校に入学、本科でピアノを専攻、研究科を1909年修了[11]。
- 伯父（母の兄）・九鬼隆一 [12]。

## 著作
著書
- 『精神科學の基本問題』岩波書店 1916
- 『上代の彫刻』朝日新聞社 1942
- 『日本美術史 上代篇』河出書房 1949
- 『繪巻物研究』岩波書店 1950
- 『日本美術の話』宝文館(NHK教養大学)　1952
- 『邂逅』岩波書店 1969
- 『上野直昭日記』ぎょうせい (東京芸術大学百年史 東京美術学校篇 第3巻 別巻) 1997

編集
- 『明治文化史 8 美術』洋々社 開国百年記念文化事業会編 1956
  - 復刻新装版　原書房 1981[13]

共著
- 『日本彫刻図録』坂本万七共著 朝日新聞社 1957

訳書
- イマヌエル・カント『美と崇高との感情性に関する観察』岩波文庫 1948

論文
- 「ヴント氏『心理学入門』解説」 『心理研究』 第2巻 1冊 (通巻7号 1912)
- 「〔批評紹介〕モイマンの『心理学的美学の限界』」 『哲学雑誌』 第28巻 (通巻321号 1913)
- 「〔批評紹介〕ヰルヘルム・ヴント」 『哲学雑誌』 第29巻 (通巻326号 - 327号 1914)
- 「〔論文紹介〕ヴント 『心理学に於ける論理主義』」 『哲学雑誌』 第30巻 (通巻337号 - 339号 1915)